# Rehabilitační lavice s prodlouženou úchopovou tyčí
Rehabilitační lavice s prodlouženou úchopovou tyčí alias trakční lehátko s prodlouženou úchopovou tyčí či v anglickém názvu pojmenováno Inversion Table.
Jedná se o zdravotnický prostředek konstruovaný k trakčnímu polohování těla pacienta, což je realizováno uložením pacienta nebo části jeho těla do optimální polohy, ať již za účelem úlevy od bolesti, terapie či prevence. Terapeutické trakční polohování je součástí mechanoterapie.
Mechanoterapie využívá statické a dynamické síly, pomocí zdravotnických prostředků, k léčebně rehabilitačním účelům. Mechanoterapie je obecně vhodná pro léčbu pohybového systému, úponových bolestí, bolesti pohybového systému, kloubově zánětlivé a degenerativní poruchy. Je podoborem fyzikální terapie, která byla definována již v 19. století.
Úhel polohy je stupňován naklápěním úhlu (gravitační silou / trakcemi) pacienta. Trakcemi dochází k uvolňování kloubů, svalů, páteře, podpoře krevního oběhu a dalším blahodárným vlivům na zdraví člověka, přičemž končetiny pacienta jsou upnuty k přístroji.
Léčba se uplatňuje při vzniklé kontraktury či deformity, nebo také při úlevovém polohování.
Probíhá pasivním tahem či tlakem na sousední pohybové segmenty, čímž dochází k protahování měkkých struktur omezující normální rozsah pohybu v kloubu. Pod dohledem lékaře / fyzioterapeuta či formou následné péče.

## Využíváno extenze a trakce
Extenze, pasivní procedura, kdy mechanická síla působí centrifugální tah ose končetiny a při trakci je vyvíjen tah na páteř nebo kořenovému kloubu.
Extenze je řazena spíše do oboru ortopedie. Trakce (páteře, ramenního či kyčelního kloubu) je součástí oboru fyzioterapie
Trenažer blahodárně působí a je hojně využíván zejména u problematiky zad a páteře (pomáhá uvolňovat svaly), kyčelních a kolenních kloubů (velikost kloubního rozsahu, správnou trajektorií a koordinace pohybu).
Předmětný oficiální schválený lékařský prostředek, označený jako Rehabilitační lavice AL 100, je veden při Státním ústavu pro kontrolu léčiv v České republice (SÚKL) pod evidenčním číslem SÚKL1035096.

## Ověřené medicínské účinky (náklonem trenažeru)
- léčba při bolestivých stavů zad a páteře

## Délka léčby
Trvání léčby na doporučení lékaře / fyzioterapeuta, avšak maximální stanovená doba by neměla přesáhnou 20 minut za den. Stanoveno vzhledem k ischemizaci protahovaných struktur jako jsou svaly, šlachy a vazy.
Pokud dojde k překročení doporučené maximální uvedené doby, může dojít ke zhoršení bolestivosti nebo ke zvýšení svalového tonu.

## Místo užití
Výhodou tohoto zdravotnického trenažeru označeného AL 100 je jeho mobilita a prostorovou skladnost, a proto je hojně využíván jako prostředek užívaný pro rehabilitaci v terénu.
Umožňující umístění i do těch ordinací, kde by se objemné trakční stoly nevešly. Taktéž i zpřístupnění pro pacienty následné péče, což znásobuje pomocná prodloužená úchopová tyč.

## Legislativa
Zákon č. 89/2021 Sb., o zdravotnických prostředcích, MDR 2017/745 / EHS s  EU nařízeními včetně normy ISO 14971.